# Centro Juventud Antoniana
El Centro Juventud Antoniana és un club de futbol argentí de la ciutat de Salta, a la província del mateix nom.

## Història
El club va ser fundat el 12 de gener de 1916, dins de les activitats missioneres dels franciscans juntament amb joves esportistes de la ciutat. Fou primer president l'enginyer Alfonso Peralta i les activitats de l'entitat se centraren inicialment en la dansa, balls tradicionals i el teatre. El 1917 el centro creà el Club Atlético Juventud Antoniana per a la pràctica del futbol, essent primer president Jorge González, actuant, per tant, com una entitat autònoma, fins que passats uns anys acabaren fusionant-se dins del mateix Centre amb el nom original de l'entitat. El 1921 ingressà a la Lliga de Salta i el 1928 guanyà el primer títol. A nivell nacional disputà el campionat argentí els anys 1971, 1973, 1975, 1978, 1983 i 1985.

## Estadi
Després de moure's per diferents terrenys de joc durant els anys 20, el 1928 adquirí el terreny on se situà l'actual estadi. El primer nom que va rebre fou Basílica Mayor, posteriorment canviat pel de Fray Honorato Pistoia. El 24 de maig de 1931 fou inaugurat en un partit que l'enfrontà a l'Estudiantes de La Plata. Està situat entre els carrers Lerma (est), San Luis (nord), Catamarca (oest) i La Rioja (sud) i té una capacitat per a 8.000 espectadors.
La baixa capacitat de l'estadi va fer que a partir de l'any 2002 comencés a utilitzar el camp Padre Ernesto Martearena, de propietat municipal.

## Palmarès
- Torneig Argentino A (2):
  - 1995-96, 1997-98
- Campionat de Salta de futbol (20):
  - 1928, 1929, 1930, 1931, 1933, 1934, 1935, 1938, 1953, 1957, 1967, 1970, 1972, 1974, 1975, 1988, 1991, 1993, 1995, 1997
- Copa Confraternidad Salta-Jujuy (5):
  - 1984, 1988, 1990, 1992, 1999